# ベンガルアジサシ

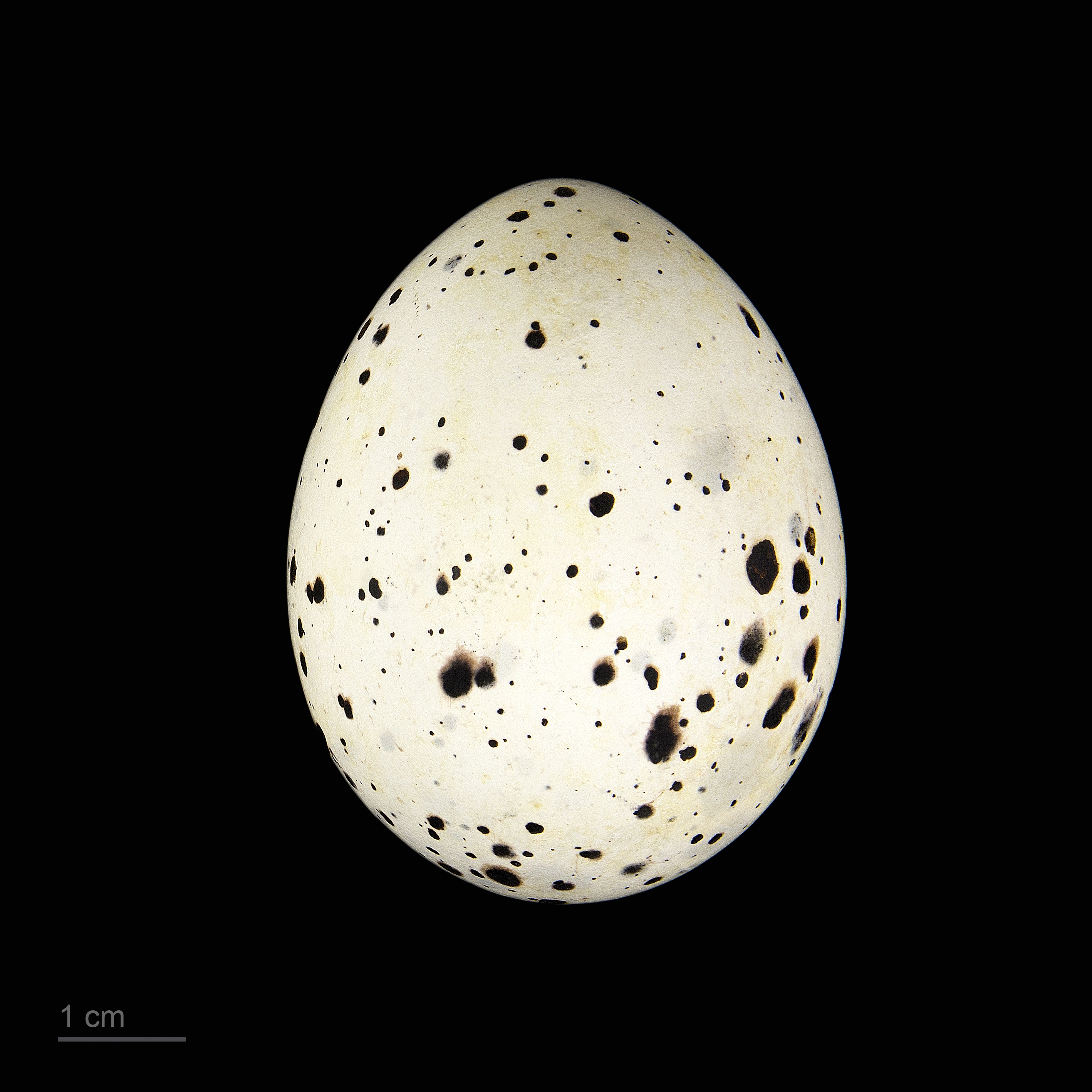
Thalasseus bengalensis

ベンガルアジサシ（学名：Thalasseus bengalensis）は、チドリ目カモメ科に分類される鳥類の一種。

## 分布
紅海からオーストラリア北部で繁殖し、冬はアフリカから東南アジア、オーストラリア北部の熱帯、亜熱帯地域で過ごす。
日本では、極めて稀な迷鳥で、1998年に静岡県で記録されたのみ。

## 形態
体長は約40cm。頭頂部が平たく後頭部が短い冠羽状になっているのが特徴。

## 生態
繁殖形態は卵生。沖合の島に集まり、砂地を掘って作った窪みに1個(まれに2個)の卵を産む。